# نيشان ليوبولد الثاني
وسام ليوبولد الثاني (بالإنجليزية: Order of Leopold II)، هو وسام بلجيكا وسمي بهذا الاسم تكريما لجلالة الملك ليوبولد الثاني. تم إنشاء الزخرفة في 24 أغسطس 1900 من قبل ليوبولد الثاني بصفته صاحب السيادة على دولة الكونغو الحرة، وفي عام 1908، عند تسليم الكونغو إلى بلجيكا، تم دمجها في نظام الجوائز البلجيكي. يُمنح الوسام لخدمة جدارة لسيادة بلجيكا، وكعربون على حسن نيته الشخصية. يمكن منحها لكل من البلجيكيين والأجانب، وتعتبر هدية دبلوماسية للجدارة.
أصبح الوسام تكريماً للخدمة الطويلة للأشخاص في الخدمة المدنية ويتم منحه بدلاً من ذلك مع وسام التاج، حيث يتم منح وسام ليوبولد في ظل ظروف نادرة. الترتيب حاليًا يحتل المرتبة الثالثة بعد وسام ليوبولد (الأول) ووسام التاج (الثاني) في التسلسل الهرمي للتكريم البلجيكي. يُمنح وسام ليوبولد الثاني بمرسوم ملكي .

## الطبقات
يتم إصدار وسام ليوبولد الثاني في خمس فصول وثلاث ميداليات:
- جراند كروس، الذي يرتدي الشارة على وشاح على الكتف الأيمن، بالإضافة إلى لوحة على الصدر الأيسر.
- الضابط الكبير، الذي يرتدي فقط لوحة على صدره الأيسر.
- القائد الذي يلبس الشارة على العنق.
- الضابط، الذي يرتدي الشارة على شريط به وردة على صدره الأيسر.
- نايت، الذي يلبس الشارة على شريط على صدره الأيسر.
- الميدالية الذهبية، التي تلبس الميدالية على الصدر الأيسر.
- الميدالية الفضية، التي تلبس الميدالية على الصدر الأيسر.
- - الميدالية البرونزية التي تلبس الميدالية على الصدر الأيسر.

## شارة
- شارة النظام عبارة عن صليب مالطي معدني، باللون الفضي لفئة الفارس وبالذهب للطبقات العليا، مع إكليل من أوراق الغار من نفس المعدن بين ذراعي الصليب. القرص المركزي الوجه الآخر يتميز الأسد على خلفية المينا سوداء تحيط بها حلقة المينا الزرقاء مع شعار «الوحدة قوة» ( بالفرنسية: L'union fait la force) و (بالهولندية: Eendracht maakt macht). ويعلو الشارة تاج من نفس المعدن. حتى إدراج وسام ليوبولد الثاني في الأوامر الوطنية البلجيكية، أظهر القرص المركزي معطفًا من الأسلحة باللونين الأزرق والأسود والأبيض المطلي بالمينا لدولة الكونغو الحرة وشعار العمل والتقدم (بالفرنسية: Travail et Progrès).
- لوحة جراند كروس هي نجمة خماسية الأوجه فضية مع أشعة ذهبية بين فروع النجمة. يُظهر المركز وجه صليب القائد. لوحة الضابط الكبير عبارة عن خمس أذرع "النجمة المالطية" (انظر الصليب المالطي )، مع أشعة ذهبية بين الذراعين. يُظهر المركز وجه صليب الضابط.
- تُظهر الميدالية شكل الشارة مطبوعًا على شكل معدني مثمن بشكل غامض ويبدو وكأنه صليب زهور مغلق. الميدالية الذهبية للميدالية الذهبية والفضية للميدالية الفضية والبرونزية للميدالية البرونزية.
- شريط الوسام أزرق مع شريط أسود في المنتصف. ومع ذلك، إذا تم منح الوسام في ظروف خاصة، فإن شريط فئتي الضابط والفارس يعرض الاختلافات التالية:
  - تتم إضافة السيوف المتقاطعة إلى الشريط عند منحها في زمن الحرب (إذا تم منح الوسام خلال الحرب العالمية الثانية أو أثناء الحرب الكورية، تتم إضافة شريط صغير إلى الشريط يذكر اسم الحرب).
  - يحتوي الشريط على حد ذهبي رأسي على كلا الجانبين عند منحه لعمل شجاع خاص.
  - يحتوي الشريط على شريط ذهبي عمودي مركزي في منتصف الشريط الأسود عند منحه لعمل جدير بالتقدير بشكل استثنائي.
  - تضاف نجمة ذهبية إلى الشريط عند ذكر المستلم في الإرساليات على المستوى الوطني.
  - تُضاف سعف النخيل الفضية أو الذهبية إلى الشريط عندما تُمنح في زمن الحرب للأفراد العسكريين.

يمكن منح النجوم والحدود أو الخطوط معًا، ولكن نادرًا ما يتم منح هذه الانحرافات حاليًا.
في الأصل، كان الشريط المركزي للشريط أبيض اللون، حيث كان اللون الأزرق والأبيض لوني دولة الكونغو الحرة.
شريط الشريط الخاص بالترتيب، والذي يتم ارتداؤه على الزي الرسمي شبه الرسمي هو:
| أشرطة الشريط | أشرطة الشريط      | أشرطة الشريط | أشرطة الشريط        | أشرطة الشريط |
| ------------ | ----------------- | ------------ | ------------------- | ------------ |
| جراند كروس   | ضابط كبير         | قائد         | ضابط                | فارس         |
|              | الميدالية الذهبية | ميدالية فضية | الميدالية البرونزية |              |

على الرغم من حقيقة أنه، على عكس ترتيب ليوبولد، لا توجد أقسام بحرية أو عسكرية من وسام ليوبولد الثاني، من المعروف وجود بعض الزخارف غير الرسمية ذات المراسي المتقاطعة أو السيوف المتقاطعة تحت تاج التعليق.

## شروط الجائزة

### شروط الجائزة الحالية للأوامر الوطنية البلجيكية
تُمنح الطلبات الوطنية بموجب مرسوم ملكي في تواريخ محددة: 8 أبريل ( عيد ميلاد الملك ألبرت الأول )، 15 نوفمبر ( عيد الملك )، وفي بعض الحالات في 21 يوليو (العيد الوطني البلجيكي)) لمكافأة الخدمات الجديرة بالثناء لمملكة بلجيكا بناءً على المسار الوظيفي وعمر المتلقي. هناك عدد من اللوائح المختلفة التي تحكم منح الوسام الوطني للوزارات المختلفة. بالإضافة إلى ذلك، قد يمنح الملك الأوامر الوطنية بسبب الأعمال الجديرة بالتقدير بشكل خاص. تنشر المراسيم الملكية في الجريدة الرسمية البلجيكية (بالفرنسية: Moniteur Belge).

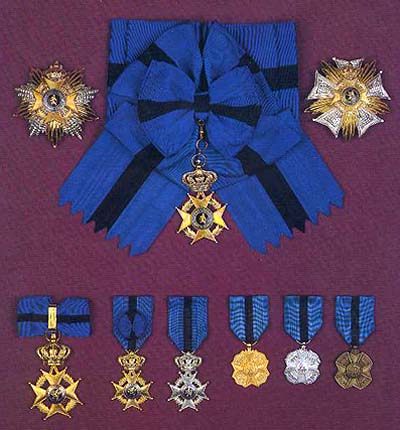
أعلى اليسار والوسط: لوحة ووشاح جراند كروس، أعلى اليمين: لوحة الضباط الكبار، أسفل، من اليسار إلى اليمين: صليب القائد، صليب الضابط، صليب الفارس، الميدالية الذهبية، الميدالية الفضية، الميدالية البرونزية مهداة من جمعية الرهبانية (بالفرنسية: Société de l'Ordre).

الوزير المسؤول عن الشؤون الخارجية، وهو حاليًا الشؤون الخارجية للخدمة العامة الفيدرالية (SPF / FOD)، يدير الأوامر الوطنية وله دور مستشار في الحالات التي لا تتناسب مع اللائحة.
لمنح الأوامر الوطنية للأشخاص الذين لا تنطبق عليهم أي لائحة أو تم تبنيها، يتم تحديد عدد الجوائز كل عام بقرار من مجلس الوزراء (عرضي).
يتم دمج فئات الطلبات الوطنية في تسلسل هرمي مدمج يحدده القانون، حيث يكون ترتيب ليوبولد ضمن فئة واحدة أعلى من وسام التاج، وهو أعلى مرتبة في ترتيب ليوبولد الثاني. باستثناء بعض الحالات المحددة، لا يمكن منح المرء وساماً وطنيًا بمستوى أقل من أعلى مستوى حصل عليه المستلم بالفعل.
لن يتم عادةً منح الأشخاص الذين يخضعون لإجراءات جنائية وساماً وطنيًا حتى يتم إعلان براءتهم.

### منح الشروط للأفراد العسكريين
يُمنح وسام ليوبولد الثاني للأفراد العسكريين على أساس طول مدة خدمتهم، مع احتساب سنوات التدريب للنصف وأول اثنتي عشرة سنة من الخدمة كعضو في طاقم الطيران يتم احتسابها مرتين:
- ضابط كبير: يُمنح وقت التقاعد إلى لواء يتمتع بخدمة جدارة لا تقل عن 40 عامًا؛
- القائد: يُمنح بعد 30 عامًا من الخدمة الجدارة لعضو ضابط ميداني من أفراد الطيران بدرجة لا تقل عن مقدم، أو في وقت التقاعد لضباط ميدانيين آخرين مع رتبة مقدم كحد أدنى مع 30 عامًا كحد أدنى من خدمة جديرة بالتقدير
- الضابط: يُمنح بعد 22 عامًا من الخدمة الجدارة لعضو ضابط مفوض من الأفراد الطيارين بدرجة نقيب دنيا، أو في وقت التقاعد لضباط مفوضين آخرين بدرجة نقيب دنيا تتراوح أعمارهم بين 20 و 25 عامًا من الخدمة الجدارة ؛
- نايت: مُنحت بعد 13 عامًا من الخدمة الجليلة لعضو ضابط مفوض من طاقم الطيران، بعد 30 عامًا من الخدمة الجديرة لضابط صف (13 عامًا لضباط الصف من أفراد طاقم الطيران)، وبعد 40 عامًا الخدمة الخاصة أو الجسدية ؛
- الميدالية الذهبية: حاز بعد 20 سنة من الخدمة الممتازة ل ضابط بتكليف غير (9 سنوات لعضو ضباط الصف من موظفي الطيران)، وبعد 25 عاما من الخدمة ل انفراد أو عريف .
- الميدالية الفضية: حاز بعد 20 سنة من الخدمة الممتازة ل انفراد أو عريف .

للحصول على جوائز للأفراد العسكريين، لا يوجد حد أدنى للسن.
بالنسبة للضباط المفوضين وليس أعضاء طاقم الطيران، يتم منح وسام ليوبولد الثاني فقط في وقت التقاعد، حتى لو تم الحصول عليه بالفعل قبل ذلك بما يتماشى مع القواعد المقدمة أعلاه. حتى ذلك الحين، وبسبب القاعدة العامة التي تنص على أنه لا يمكن منح المرء وساماً وطنيًا بمستوى أقل من أعلى مستوى حصل عليه المستلم بالفعل، فلن يتم منح وسام ليوبولد الثاني إذا تم منح المستلم في هذه الأثناء جائزة وطنية أعلى ترتيب من وسام ليوبولد الثاني في الفئة التي يمكن أن يحصل عليها. يرجع هذا الشذوذ الظاهر إلى حقيقة أن الملك ألبرت الأول، الذي كان مولعًا بالطيران، أراد تقديم مكافأة خاصة لطياري الطائرات، وبالتالي أمر بمنحهم وسام ليوبولد الثاني فقط. في أيامها الأولى، تم تزيين وسام ليوبولد الثاني الممنوح للطيارين بقضيب لكل مائة ساعة طيران (وهي ممارسة متوقفة حاليًا).
يُمنح وسام ليوبولد الثاني أحيانًا للأفراد العسكريين الذين لا يستوفون الشروط المذكورة أعلاه عندما يؤدون خدمات جديرة بالتقدير بشكل خاص للملك والتي لا تستحق جائزة خاصة من وسام ليوبولد. هذا هو الحال على وجه الخصوص بالنسبة للضباط المفوضين الذين كانوا مساعدين للملك أو ولي العهد (عادة ما يكون منصبًا بدوام جزئي لعدد قليل من الرائد المختار بشكل خاص)، والذين يتم منحهم عادةً وسام برتبة قائد.

### شروط منح الخدمة المدنية الطويلة
يُمنح صليب فارس من وسام ليوبولد الثاني إلى رؤساء وأمناء وأعضاء مجلس إدارة أكبر المنظمات التجارية التمثيلية مثل النقابات العمالية على أساس عدد أعضاء المنظمة، وطول مدة عضويتهم. عضوية مجلس الإدارة، ومدة عضويته في المجلس.
صليب الفارس من وسام ليوبولد الثاني يُمنح أيضًا، بعد فترة 10 سنوات، لأعضاء لجان المقاطعات لتعزيز العمل الذين بلغوا سن 42.
يُمنح صليب الضابط في وسام ليوبولد الثاني، بعد فترة 30 عامًا، لأعضاء اللجنة الوطنية للنهوض بالعمالة الذين بلغوا سن 42.[محل شك]

## أوامر معادلة
على الرغم من أنه ليس من السهل دائمًا مقارنة الطلبات من الدول المختلفة، فإن ترتيب ليوبولد الثاني يكافئ تقريبًا الطلبات التالية من الدول الأخرى.
- النظام الملكي الفيكتوري البريطاني، وهو هدية شخصية من العاهل البريطاني وله فئات مماثلة.
- وسام الاستحقاق اللوكسمبورغية من دوقية لوكسمبورغ الكبرى، وهو رابع أعلى رتبة في لوكسمبورغ وله فئات مماثلة.
- أوامر السلالات الهولندية، بما في ذلك وسام الأسد الذهبي لمنزل ناسو، ووسام البيت البرتقالي، ووسام الولاء والاستحقاق ووسام التاج .

### ملحوظات
- المرسوم الملكي الصادر في 24 أغسطس 1900 بإنشاء وسام ليوبولد الثاني
- قانون 1 مايو 2006 بشأن منح مرتبة الشرف في الرتب الوطنية (Moniteur Belge بتاريخ 24 أكتوبر 2006)
- المرسوم الملكي بتاريخ 13 أكتوبر 2006 بشأن تحديد القواعد والإجراءات الخاصة بمنح مرتبة الشرف في النظام الوطني ( Moniteur Belge بتاريخ 24 أكتوبر 2006)
- المرسوم الملكي الصادر في 24 يناير 1994 بإنشاء شارة لسيفين متقاطعين تعلوهما نقابة تشير إلى كوريا
- المرسوم الملكي الصادر في 18 أبريل 1983 بإنشاء شارة لسيفين متقاطعين يعلوهما شريط يُظهر الملايين من 40 إلى 45
- المرسوم الملكي الصادر في 24 يونيو 1919 بإنشاء حدود ذهبية وخطوط ذهبية ونجوم ذهبية للأوامر الوطنية الممنوحة في زمن الحرب ( Moniteur Belge بتاريخ 11-12 أغسطس 1919)
- المرسوم الملكي الصادر في 15 نوفمبر 1915 بشأن إنشاء سعف النخيل للأوامر الوطنية الممنوحة في زمن الحرب ( Moniteur Belge في 28-30 نوفمبر و1-4 ديسمبر 1915)
- اللائحة العسكرية البلجيكية A83 بشأن الأوسمة العسكرية
- اللائحة العسكرية البلجيكية DGHR-REG-DISPSYS-001 بتاريخ 20 فبراير 2006
- وزارة العمل البلجيكية (SPF Emploi، Travail et Concertation Sociale)، Clés pour les décorations du travail (Brussels: 2008)
- Borné AC، Distinitions honifiques de la Belgique، 1830-1985 (Bruxelles: 1985)
- Van Hoorebeke P.، 175 Ans de l'Ordre de Léopold et les Ordres Nationaux Belges (MRA: 2007)

## روابط خارجية
- الشؤون الخارجية : جراند كروس - ضابط كبير - قائد - ضابط - فارس.
- وسام ليوبولد الثاني.
- الطلبات البلجيكية قبل الحرب العالمية الأولى (بالفرنسية).
- معلومات عن بلجيكا تطلب الموقع الإلكتروني بون وفيربيكي (بالهولندية).